# المدحلة
المدحلة قرية سورية تتبع ناحية الكريمة في منطقة طرطوس في محافظة طرطوس. بلغ عدد سكانها 788 نسمة في عام 2004 حسب إحصاء المكتب المركزي للإحصاء.